# Alba de Cerrato
Alba de Cerrato ist ein nordspanisches Dorf und eine Gemeinde (municipio) mit 82 Einwohnern (Stand: 2024) in der Provinz Palencia in der Autonomen Gemeinschaft Kastilien-León. 

## Lage und Klima
Alba de Cerrato liegt in der Region Tierra de Campos auf der kastilischen Hochebene in einer Höhe von ca. 780 m. Die Provinzhauptstadt Palencia befindet sich mit ihrem Stadtzentrum etwa 24 Kilometer (Fahrtstrecke) nordnordwestlich.
Das Klima im Winter ist durchaus kalt, im Sommer dagegen warm bis heiß; die eher spärlichen Regenfälle (ca. 539 mm/Jahr) fallen überwiegend im Winterhalbjahr.

## Bevölkerungsentwicklung
| Jahr      | 1970 | 1981 | 1991 | 2001 | 2011 | 2021 |
| Einwohner | 187  | 182  | 144  | 91   | 87   | 84   |

## Sehenswürdigkeiten
- Marienkirche (Iglesia de Santa María del Cortijo)

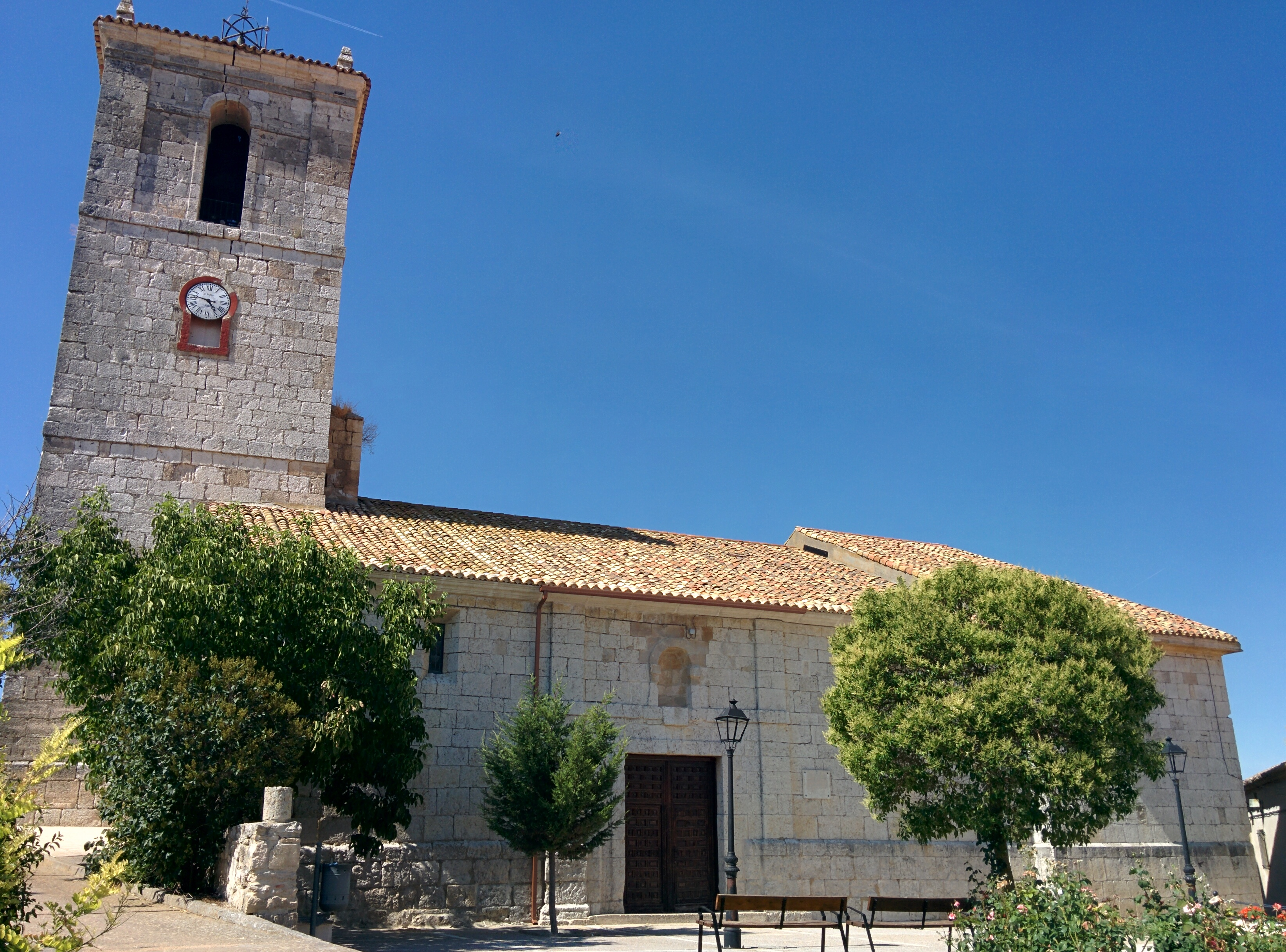
Marienkirche
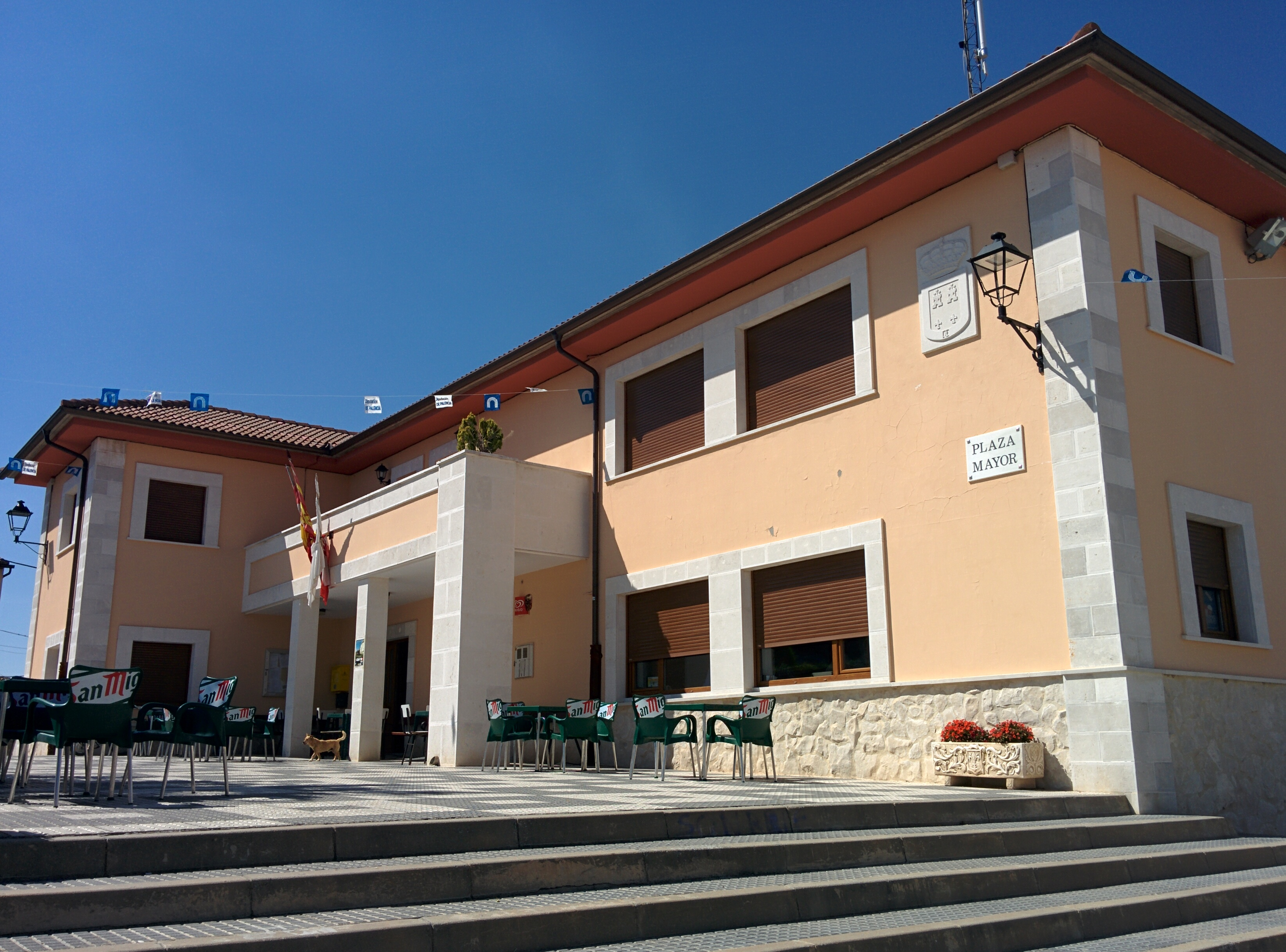
Rathaus